# (212) Medea
(212) Medea – planetoida z pasa głównego asteroid okrążająca Słońce w ciągu 5 lat i 180 dni w średniej odległości 3,11 j.a. Została odkryta 6 lutego 1880 roku w Austrian Naval Observatory (Pula, półwysep Istria) przez Johanna Palisę. Nazwa planetoidy pochodzi od Medei, czarodziejki, żony Jazona w mitologii greckiej.